# Umskartunnel
Der Umskartunnel ist ein einröhriger Straßentunnel in der Kommune Rana in der Provinz Nordland. Der Tunnel im Verlauf der Europastraße 12 ist 3670 m lang.